# Tore Rilton
Tore Rilton (* 18. Juli 1904 in Göteborg; † 7. September 1983) war ein schwedischer Arzt, Schachspieler und Schachmäzen. Er ist Namensgeber des jährlich stattfindenden Turniers Rilton Cup.

## Werdegang
Rilton betrieb in Stockholm eine private Arztpraxis. Nach seiner Pensionierung um 1970 zog er mit seiner Gattin nach Billdal in der Nähe von Göteborg um. Seit 1950 war er Mitglied im 1866 gegründeten Stockholmer Schachverband (Stockholms Schacksällskap (SSS)). Als Amateurschachspieler hatte er ein Elo-Rating von etwa 2000. 
1971 führte der Stockholmer Schachverband ein Jubiläumsturnier anlässlich seines 105-jährigen Bestehens durch. Daraufhin spendete Rilton dem Verband den Geldbetrag von 10.000 SEK, den er später auf 25.000 SEK (heute etwa 2.860 Euro) aufstockte. Dieses Geld sollte dazu dienen, das Schachturnier jährlich zu veranstalten.
Rilton war kinderlos. So floss nach seinem Tod sein Vermögen zum einen in das Göteborger Kunstmuseum und zum anderen in eine neue Stiftung Riltonfond. Einen Teil des Ertrags dieser Stiftung erhält der Stockholmer Schachverband für die Organisation des Rilton Cups.

## Rilton Cup
Der Rilton Cup ist ein seit 1971 jährlich um die Jahreswende stattfindendes, internationales Schachturnier in Stockholm. Dabei soll schwedischen Schachspielern die Möglichkeit geboten werden, im Kampf mit ausländischen Meistern Erfahrung zu sammeln.